# Герайон на острові Самос
Храм Гери або Герайон (грец. Ηραίο) — великий храм, присвячений Гері, що колись стояв на острові Самос, у низовинному районі за 6 км на південний захід від колишнього міста Самос. Храм був першим з окремих іонічних храмів, хоча старіший храм на цьому місці існував ще з VIII століття до н. е. або навіть раніше. В 1992 році руїни храму та порт розташованого неподалік містечка Піфагорея були занесені до списку Світової спадщини ЮНЕСКО.